# Papa Grigore al VIII-lea

Papa Grigore al VIII-lea (n. anii 1100, Benevento, Campania, Italia – d. 17 decembrie 1187, Pisa, Republica Pisa) pe numele său laic Alberto di Morra a fost ales papă al Romei la 21 octombrie 1187 și a deținut această funcție până la moartea sa la data de 17 decembrie 1187. Papa Grigore al VIII-lea a inițiat cruciada a treia.